# Pedro Mulomo
Pedro Mulomo (ur. 1954) – mozambicki lekkoatleta.
Brał udział w biegu na 5000 metrów na Letnich Igrzyskach Olimpijskich 1980, zajmując 11. miejsce.